# Pulkau (Fluss)
Die Pulkau ist ein Fluss, der im östlichen Waldviertel entspringt, durch das nördliche Weinviertel in Niederösterreich mit West-Ost-Verlauf fließt und bei Laa in die Thaya mündet. Die Länge beträgt 52 Kilometer, die durchschnittliche Durchflussmenge 0,3 m³/s (bei Zwingendorf).
Für das wellige Hügelland des Weinviertels ist das Pulkautal relativ stark eingegraben. Der Höhenunterschied zu einigen Erhebungen rund um den Wartberg beträgt bis zu 100 Meter.

## Name
Der Name Pulkau ist germanischen Ursprungs: der Begriff *Fulkahwa gliedert sich in *fulka (= Volk) und *ahwo (= Wasser) und könnte „Fluss, an dem eine Menge Volkes wohnt“ bedeuten. Der Name wurde dann von den slawischen Siedlern als *Pъlkava übernommen und schließlich im Jahr 1055 als Bulka erstmals schriftlich erwähnt.

## Geographie

### Quellgebiet
Die Pulkau entsprang ursprünglich nördlich der Ortschaft Ludweishofen im politischen Bezirk Horn im östlichen Waldviertel in einer Feuchtwiese. Durch Entwässerungsmaßnahmen tritt ihr Wasser heute allerdings erst südöstlich von Ludweishofen bei der Einmündung in ein künstlich angelegtes Gerinne aus einem Rohr an die Oberfläche.

### Oberlauf
Im Oberlauf ist die Pulkau ein stark mäandrierender, weitgehend naturnaher Wald- und Feuchtwiesenbach, der als „Ortsbach“ durch Raisdorf, Hötzelsdorf, Walkenstein, Brugg fließt.

### Mittellauf
Ab Brugg beginnt sich die Pulkau immer tiefer in den Gneis einzuschneiden und an Orten wie Therasburg und Missingdorf vorbeizufließen. Die Pulkau ist dabei weitgehend unzugänglich und allenfalls durch Wanderwege erschlossen. Hier befindet sich auch die Ruine Neudegg und nach Pulkau hin auch zahlreiche Mühlen.

### Unterlauf
Bei Pulkau tritt der Fluss aus diesem eingeschnittenen Tal und zugleich ins Weinviertel. Sie durchfließt Rohrendorf, Dietmannsdorf, Deinzendorf, Zellerndorf, Watzelsdorf, Pernersdorf, Karlsdorf, Peigarten, Jetzelsdorf, Auggenthal, Haugsdorf, Alberndorf, Untermarkersdorf, Hadres, Obritz, Seefeld-Kadolz, Zwingendorf, Wulzeshofen und Laa an der Thaya. Parallel zum Flussverlauf führt zwischen Pulkau und Laa an der Thaya die Pulkautal Straße B 45 und die ehemalige Pulkautalbahn.

### Mündung
Kurz vor der Mündung in die Thaya, etwa zwei Kilometer nordwestlich von Laa an der Thaya, wird die Pulkau vom Thayamühlbach im denkmalgeschützten Mühlbachaquädukt überquert.

## Umwelt
Früher mäandrierte die Pulkau und war von ausgedehnten Feuchtgebieten umgeben. Ab dem Ende des 18. Jahrhunderts wurde damit begonnen, das Gewässer zu begradigen und abzusenken. Der Fluss wurde zu einem Abzugsgraben degradiert, dessen Aufgabe es ist, das Wasser möglichst schnell abzuleiten. Dies sollte einerseits die Siedlungen gegen Hochwässer schützen und vor allem eine intensivere landwirtschaftliche Nutzung des Flussumlands ermöglichen. Da Feuchtgebiete und Nebengewässer bei Hochwässern als Vorfluter dienen und die Hochwasserspitze in den gewässerabwärts gelegenen Orten dämpfen, wurde durch die Maßnahmen die Hochwassergefahr vielerorts im Gegenteil verschärft. Außerdem wurden wertvolle Lebensräume für inzwischen selten gewordene Tier- und Pflanzenarten zerstört und die Biodiversität reduziert. Der Teichgraben bei Pulkau zählt heute zu den wenigen noch intakten Feuchtgebieten und gilt als das bedeutendste Wiesengebiet des nördlichen Weinviertels. Bei Zwingendorf befinden sich höchst bemerkenswerte Salzlebensräume.

### Fauna
Im Oberlauf der Pulkau wird das Habit im Fluss von der Bachforelle, der Bachschmerle, früher vom Edelkrebs bewohnt.
Weiters kommt der Schwarzstorch und heute wieder der Fischotter vor.

### Wasserqualität
Ab der Stadt Pulkau (Weinviertel) wurde die Pulkau in den 1950er Jahren stark begradigt und denaturiert, was neben der Verschmutzung durch die Landwirtschaft (etwa ein Großtierzuchtbetrieb in Seefeld-Kadolz) und durch die Abwässer einer chemischen Fabrik (Jungbunzlauer in Pernhofen) der Grund für die schlechte Wasserqualität des Flusses ist.
Zwischen der Stadt Pulkau, wo der gleichnamige Fluss das Waldviertel verlässt und das Weinviertel erreicht, und der Mündung weist der Fluss eine Wasserqualität der Güteklasse III (stark verschmutzt) auf. Damit belastet die Pulkau ab Laa auch die Thaya, deren Wasserqualität von II (bei Drosendorf) auf II-III sinkt. Dies wurde auch vom österreichischen Rechnungshof bei einer Prüfung des Nationalpark-Thaya-Projektes kritisch vermerkt.
Zwischen Juni und September 2001 wurde in einer Untersuchung festgestellt, dass der typische verbreitete Pflanzenwuchs ein Indikator für belastete und verschmutzte Gewässer ist. Seither laufen Renaturierungsprojekte, um die Wasserqualität zu heben.

### Schutzgebiete

#### Landschaftsschutzgebiet Oberes Pulkautal
Das Landschaftsschutzgebiet Oberes Pulkautal liegt am Übergang vom Waldviertel ins Weinviertel. Es wurde 1973 in der Größe von 3.823 ha beschlossen.

#### FFH Gebiet Westliches Weinviertel
Das Fauna-Flora-Habitat Gebiet Westliches Weinviertel wurde 2010 erlassen.

#### Vogelschutzgebiet Westliches Weinviertel
Das Europaschutzgebiet umfasst Grundstücke im Pulkautal und wurde ebenso 2010 zum Schutze der angeführten Brutvogelarten, Durchzügler und Wintergäste erlassen.

## Hochwasser
Im Jahr 2010 trat die Pulkau dreimal über die Ufer. Besonders betroffen waren Zellerndorf und Hadres, das letzte Mal Anfang August.
Aus diesem Grund wurden Retentionsbecken angelegt werden, um mehr Schutz zu bieten.

## Verschiedenes
- In Wien-Floridsdorf wurde 1953 die Pulkaugasse nach dem Fluss benannt.